# Yōichi Takabayashi
Yōichi Takabayashi (高林陽一, Takabayashi Yōichi) Kyoto, 29 d’abril de 1931 – 15 de juliol de 2012, és un director, guionista, director de fotografia i editor japonès.

## Biografia
Originari de Kyoto, Yōichi Takabayashi és fill d'un dissenyador de patrons per a kimonos. Després d'estudiar a la universitat de Ritsumeikan, va començar la seva carrera com a director rodant curtmetratges en 8 mm i en 16 mm i es va convertir en un pioner del cinema japonès experimental i independent. Els seus curtmetratges realitzats als anys 1960, com Ishikkoro, van tenir una gran influència en els cineastes d'avantguarda japonesos i li van atorgar premis al Filmvideo - Mostra Internazionale del Cortometraggio di Montecatini Terme, al Festival de Cinema de Salern i al Festival Internacional de Cinema Experimental de Knokke-le-Zoute.
Yōichi Takabayashi va fer el seu primer llargmetratge el 1970. A mitjans dels anys 1970, tres de les seves pel·lícules van ser produïdes per l'Art Theatre Guild inclosa Kinkaku-ji en 1976, una adaptació del conte homònim de Yukio Mishima. El 1982 la seva pel·lícula La Femme tatouée, la història d'una dona que participa en un estrany ritual en acceptar que se li tatuï l'esquena per amor, fou presentada a la Quinzena de Cineastes a Canes.
Yōichi Takabayashi va morir de pneumònia als 81 anys el 15 de juliol de 2012 a Kyoto.

## Filmografia

### Coma director
- 1959 : Namu (南無) (curtmetratge)
- 1960 : Ishikkoro (石っころ) (curtmetratge)
- 1961 : Kyōto (京都) (curtmetratge)
- 1963 : Suna (砂) (curtmetratge)
- 1965 : Musashino (武蔵野市)[7](curtmetratge)
- 1970 : Subarashii jōki kikan-sha (すばらしい蒸気機関車)
- 1973 : Gaki zōshi (餓鬼草紙, Gaki zōshi)[8]
- 1975 : Saigo no jōki kikan-sha  (最後の蒸気機関車)
- 1975 : Honjin satsujin jiken (本陣殺人事件, Honjin satsujin jiken)[9]
- 1976 : Kinkaku-ji (金閣寺, Kinkaku-ji)[10]
- 1977 : Nishijin shinjū (西陣心中)
- 1978 : Ōjō anraku-koku (往生安楽国)
- 1980 : Naomi (ナオミ)
- 1980 : The Woman (ザ・ウーマン, Za. wuman)
- 1981 : Kura no naka (蔵の中)
- 1982 : Sekka tomurai zashi (雪華葬刺し, Sekka tomurai zashi)[11]
- 1982 : Akai sukyandaru jōji (赤いスキャンダル 情事)
- 1988 : Tamashii asobi hōkō (魂遊び ほうこう)
- 2003 : Ainakushite (愛なくして)
- 2005 : Benchi no aru fūkei (ベンチのある風景)
- 2007 : Hate e no tabi (涯てへの旅)

### Com actor
- 1979 : La darrera aventura de Kōsuke Kindaichi (金田一耕助の冒険, Kindaichi Kosuke no boken) de Nobuhiko Ōbayashi : un pescador
- 1983 : Toki o kakeru shōjo (時をかける少女) de Nobuhiko Ōbayashi : home al magatzem de rellotges
- 1983 : Nawa to chibusa (縄と乳房) de Masaru Konuma : gentleman en kimono

## Distincions

### Premis
- Anys 1960 : Premi d'or à la Mostra Internazionale del Cortometraggio di Montecatini Terme i premi d'argent al Festival de Cinema de Salern per Ishikkoro[5]
- 1963 : Premi Especial del Jurat al Festival Internacional de Cinema Experimental de Knokke-le-Zoute per Suna (Sorra)
- 1973 : Gran Premi al Festival Internacional de Cinema de Mannheim-Heidelberg per Gaki zōshi

### Seleccions
- 1976 : Honjin satsujin jiken es presenta en competició per l'Ós d'Or al 26è Festival Internacional de Cinema de Berlín
- 1982: Sekka tomurai zashi es presenta a la Quinzena de Cineastes del 35è Festival Internacional de Cinema de Canes[4]